# Nicavisión

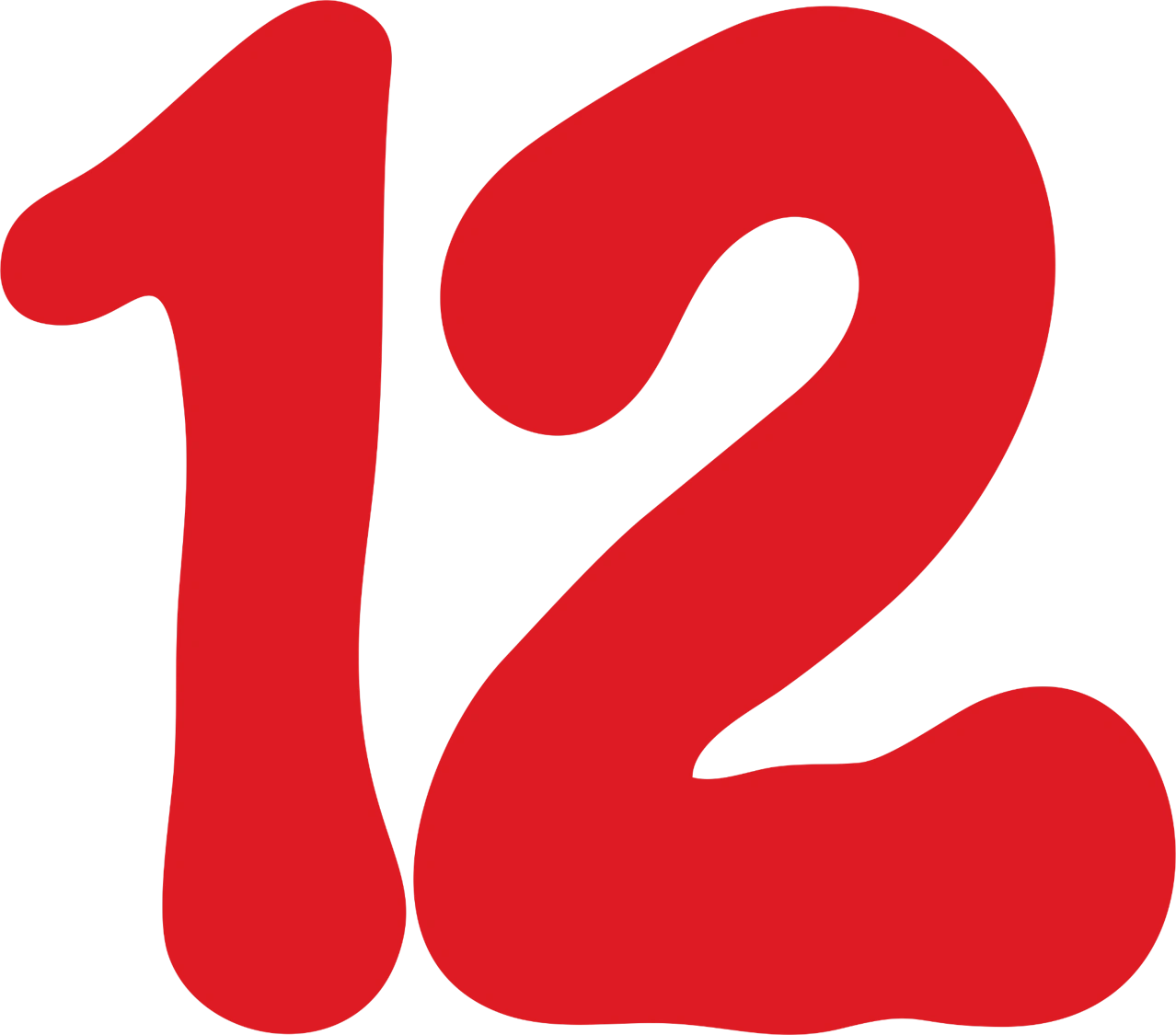
Logo de Nicavisiо́n.

Nicavisión (Chaîne 12), est une chaîne de télévision nicaraguayenne lancée en 1993 et appartenant à Grupo Peters S.A.